# Enggano
Enggano o Engaño es una isla de la Sonda, en la barrera sudoeste de la isla de Sumatra y a unos 100 km de ésta, en el océano Índico. Mide unos 35 km de este a oeste y unos 16 km de norte a sur; mide unos 402 km² y su punto más elevado es de 281 m.
Políticamente pertenece a la provincia indonesia de Bengkulu. Los mayores núcleos urbanos de la isla son Barhau, Kabuwe y Kayaapu.
En la isla se habla tradicionalmente el enganés, una lengua de la que no se conocen bien sus afinidades.
- Datos: Q1342338
- Multimedia: Enggano Island / Q1342338